# Луциян Мария Шкерянц
Луциян Мария Шкерянц (на словенски: Lucijan Marija Škerjanc) е словенски композитор, диригент, пианист и музикален педагог.
Роден е на 17 декември 1900 година в Грац, но израства в Любляна. След 1920 година учи в Пражката консерватория, Виенската консерватория и „Скола канторум“ в Париж, а от 1926 година преподава в Люблянската консерватория. През следващите години се налага като един от най-влиятелните композитори в историята на словенската музика, като стилът му съчетава елементи на късния романтизъм с експресионизъм и импресионизъм.
Луциян Мария Шкерянц умира на 27 февруари 1973 година в Любляна.